# ジアド・マラト
ジアド・マラト（Ziad Mallat）はフランスの心臓学者である。ケンブリッジ大学の心臓病学教授として、マラトは制御性T細胞とそれに関連する抗炎症性サイトカインであるIL-10とTGF-βの主要なアテローム保護的役割を初めて明らかにした。

## 生い立ちと教育
1996年にピエール・アンド・マリー・キュリー大学で医学博士号と循環器疾患医の資格を、1999年にパリ・ディドロ大学で血管生物学、血栓症・止血学の博士号を取得した。

## 経歴
マラトは、制御性T細胞とそれに関連する抗炎症性サイトカインであるIL-10とTGF-βの主要なアテローム保護的役割を最初に同定した。その後、彼は、虚血性傷害後のアテローム性動脈硬化症や心臓リモデリングにおける、B細胞や自然リンパ球のサブセットの選択的な病原性と保護的役割を同定した。
COVID-19の流行中、マラトの研究チームはiMAPプロジェクトで英国心臓財団の3,000万ポンドの研究賞の最終選考に残った。彼の提案の目的は、ヒトのアテローム性動脈硬化症の「Googleマップ」を作成することであった。 2020年5月13日、マラトは医学科学アカデミーに推薦された6人の教員のうちの1人に選ばれた。 彼は、「心血管免疫学とアテローム性動脈硬化性疾患に関する我々の理解に持続的かつ国際的に認められた貢献をし、これらの新しい知見を臨床試験につなげた」ことが評価され選出された。